# Iulian Chifu
Iulian Chifu (Iași, Roemenië, 28 juli 1968) is een Roemeense journalist. Hij is columnist voor de krant Evenimentul zilei (EVZ) en was adviseur van de voormalige president van Roemenië, Traian Băsescu.

## Biografie
Iulian Chifu werd geboren op 28 juli 1968 in Iași, Roemenië.
Chifu was adviseur van de voormalige president van Roemenië, Traian Băsescu, over strategische kwesties en internationale veiligheid.
In 2013 publiceerde hij het boek Strategisch Denken.
In mei 2015 was Chifu een van de 89 personen uit de Europese Unie die door Rusland werden gesanctioneerd tijdens de Russisch-Oekraïense Oorlog.
- Gemeinsame Normdatei: 1099791537
- International Standard Name Identifier: 0000 0000 3408 9809
- Library of Congress Control Number: n99011785
- Nationale Bibliotheek van Letland: 000124780
- Nationale Bibliotheek van Tsjechië: ntk20201073362
- Nationale Bibliotheek van Israël: 987007382635705171
- ORCID: 0000-0001-6093-8365
- Système universitaire de documentation: 193050854
- Virtual International Authority File: 63335491
- WorldCat: E39PBJxGRqPbwHQCPDkkVDjt8C